# Foma
FOMA BOHEMIA spol. s r.o., kurz Foma, ist ein tschechischer Hersteller von fotografischen Filmen. Das Unternehmen wurde 1921 unter dem Namen „Fotochema“ im böhmischen Hradec Králové von den Chemieingenieuren Evžen Schier und Gustav Bárta gegründet.

## Geschichte
Die Gründer hatten bereits kurz nach dem Ersten Weltkrieg in einem Prager Vorort einen kleinen Betrieb eingerichtet, in dem sie Foto- und Diapositivplatten herstellten, ehe sie Fotochema gründeten. In Hradec Králové wurde 1921 die heutige Foma-Fabrik errichtet, die mit den Geldern mehrerer Investoren finanziert wurde. Zunächst wurden nur S/W-Fotomaterialien hergestellt. In den ersten sechs Jahren bis 1927 stand das Unternehmen mehrmals kurz vor der Zahlungsunfähigkeit, konnte aber bis zu Beginn des Zweiten Weltkrieges erfolgreiche Geschäftsjahre verzeichnen.
Ab 1940 wurde das Unternehmen unter die militärische Verwaltung der nationalsozialistischen Besatzungsmacht gestellt. In der Tagschicht wurde für das deutsche Unternehmen Langebartels produziert, wohingegen in der Nachtschicht Filme für den tschechischen Markt hergestellt wurden. 1948 wurde das Unternehmen verstaatlicht und Schier musste auf politischen Druck hin das Unternehmen verlassen. 1949 wurde Famo mit dem Fotopapier-Hersteller Neobrom aus Brno und dem Unternehmen AKO aus Český Brod vereinigt. Der so entstandene Betrieb war der größte Hersteller von fotografischen Materialien im Ostblock.
Nach der Wende wurde die inzwischen aufgenommene Produktion von Farbfilmen auf wirtschaftlichen Druck hin wieder eingestellt. 1990 wurde der Markenname Foma zum Namen des Unternehmens. 1995 wurde Foma privatisiert. Seitdem ist Foma neben Ilford einer der wichtigsten Hersteller von Schwarz-Weiß-Filmmaterial.

## Wirtschaftliche Kennziffern
Foma Bohemia beschäftigte im Finanzjahr 2020 rund 150 Personen und erzielte einen Nettoumsatzerlös i.H.v. 199 Mio. CZK.